# Anne-Sophie Calvez
Pour les articles homonymes, voir Calvez.
Anne-Sophie Calvez (née le 29 mai 1983 à Nantes) est une patineuse artistique française qui a été championne de France en 2007.

## Biographie

### Carrière sportive
Anne-Sophie Calvez commence le patinage artistique à l'âge de trois ans et pratique également la gymnastique. Elle suit une scolarité normale à l'école maternelle Joachim Du Bellay de Thouaré-sur-Loire (1986-1989), puis à Nantes à l'école élémentaire Saint-Donatien (1989-1994), au collège Saint-Joseph du Loquidy (1994-1995) et au collège La Perverie Sacré-Cœur (1995-1996). Arrivé au moment de faire un choix, elle choisit le patinage et part s'entraîner au club de Rennes avec Christine et Roland Mars. Elle voudrait se diriger vers le patinage par couple, comme son idole Sarah Abitbol, mais son entraîneur l'en dissuade. Parallèlement elle continue ses études secondaires à Rennes au collège Adoration (1996-2000) et au lycée Saint-Martin (2000-2001).
Elle commence à participer aux épreuves du Grand Prix ISU seniors à partir de la saison 2001/2002. Elle prend à chaque fois la neuvième place de la Coupe des Nations puis du Trophée Lalique. Aux championnats de France à Grenoble, elle monte pour la première fois sur le podium national en prenant la médaille de bronze derrière les deux championnes françaises de l'époque, Vanessa Gusmeroli et Laëtitia Hubert. Toutefois cette position ne lui permet pas de se qualifier ni pour les championnats d'Europe de janvier 2002 à Lausanne, ni pour les jeux olympiques d'hiver de février 2002 à Salt Lake City. Vanessa Gusmeroli ayant décidé de faire une pause après les jeux, Anne-Sophie la remplace aux championnats du monde de mars 2002 à Nagano et prend la trente-et-unième place en ayant seulement patiné aux qualifications.
En 2002/2003, Anne-Sophie ne progresse pas pendant ces compétitions automnale. Elle ne peut pas faire mieux que dixième au Skate Canada en octobre, et déclare forfait au Trophée Lalique de novembre. Le mois suivant, le titre national lui est ouvert puisque Vanessa Gusmeroli est forfait et que Laëtitia Hubert a quitté le patinage amateur. Mais à la stupéfaction générale, aux championnats de France à Asnières-sur-Seine, elle se fait doubler pour le titre par une jeune inconnue de quatorze ans, Candice Didier. Anne-Sophie doit se contenter de la médaille d'argent. Candice Didier étant encore trop jeune pour participer aux grands championnats séniors, c'est Anne-Sophie qui va y représenter la France. D'abord aux championnats d'Europe de janvier 2003 à Malmö où elle prend une encourageante onzième place européenne. Ensuite aux championnats du monde de mars 2003 à Washington où cette fois-ci, grâce à sa sixième place des qualifications, elle peut patiner ses programmes court et long pour finir vingt-deuxième mondiale.
En 2003/2004, Anne-Sophie progresse un peu dans les classements des compétitions d'automne. En novembre, elle se classe sixième du Trophée Bompard, son meilleur résultat jusque-là, puis huitième au Trophée NHK. Le mois suivant, aux championnats de France à Briançon, elle espère enfin décrocher le titre, mais c'est encore Candice Didier qui est sacrée championne de France. Anne-Sophie doit encore se contenter de la deuxième place, et cette fois-ci Candice ayant quinze ans, elle peut aller représenter la France aux championnats d'Europe de février 2004 à Budapest. À la suite du mauvais résultat de la championne de France en Hongrie, la fédération décide de sélectionner Anne-Sophie pour les championnats du monde de mars 2004 à Dortmund. Elle continue de progresser dans le classement mondial et prend la dix-septième position.
En 2004/2005, elle reste cantonnée à des places d'honneur au Skate America (10e) puis au Trophée Bompard (7e). Aux championnats de France de décembre, Candice Didier étant absente à cause d'une blessure, Anne-Sophie a enfin le titre à portée de main. De plus les championnats sont organisés dans sa patinoire d'entraînement à Rennes! Mais sans doute stressée par l'enjeu, elle n'obtient que la médaille d'argent pour la troisième année consécutive, derrière une nouvelle arrivée, Nadège Bobillier-Chaumont. À la suite de cette contre-performance, Anne-Sophie ne pourra pas participer ni aux championnats d'Europe de janvier 2005 à Turin, ni aux championnats du monde de mars 2005 à Moscou.
En 2005/2006, Anne-Sophie a un début de saison très décevant. Elle ne participe qu'au Trophée Bompard de novembre, parmi les six épreuves du Grand Prix ISU, et ne peut pas faire mieux que neuvième. Aux championnats de France à Besançon, elle redescend à la quatrième place! Comme la saison passée, elle ne pourra pas participer ni aux championnats d'Europe de janvier 2006 à Lyon, ni aux championnats du monde de mars 2006 à Calgary. Elle ne participe pas non plus aux jeux olympiques d'hiver de février 2006 à Turin, la France n'ayant aucune place pour la compétition féminine.
En 2006/2007, elle participe au Trophée Bompard de novembre et ne prend que la huitième place. Mais en décembre, elle remporte le titre de championne de France à Orléans, titre qu'elle convoite depuis 2003! Elle peut ainsi participer aux championnats d'Europe de janvier 2007 à Varsovie. Ce sont ces seconds championnats européens après ceux de Malmö en 2003. Mais son résultat ne sera pas aussi bon qu'en Suède, et ne pourra conquérir que la dix-septième place. En raison d'une hernie discale, elle doit déclarer forfait pour les championnats du monde de mars 2007 à Tokyo, et ne sera pas remplacée selon une décision de la fédération.
En 2007/2008, Anne-Sophie Calvez doit faire une pause dans sa carrière de patinage, en raison de sa hernie discale qui n'est toujours pas guérie. Elle doit donc déclarer forfait pour les championnats de France à Megève et ne peut défendre son titre. Ayant arrêté le patinage, et après avoir subi une opération chirurgicale, elle reprend l'entraînement à partir de janvier 2008 et va profiter de son temps libre pour participer à un projet télévisé de TF1. En effet, elle va faire la doublure de la chanteuse française Lorie pour toutes les scènes de patinage artistique, dans le téléfilm De feu et de glace réalisé par Joyce Bunuel en juin et juillet 2008. Anne-Sophie envisage de revenir à la compétition en septembre 2008, mais ce retour ne se fera jamais. Elle quitte le patinage amateur au cours du deuxième semestre 2008.

## Palmarès
| Compétition                         | 1999    | 2000    | 2001    | 2002    | 2003    | 2004    | 2005    | 2006    | 2007    | 2008    |  |  |  |  |
| Jeux olympiques d'hiver             |         |         |         |         |         |         |         |         |         |         |  |  |  |  |
| Championnats du monde               |         |         |         | 31e     | 22e     | 17e     |         |         | F       |         |  |  |  |  |
| Championnats d’Europe               |         |         |         |         | 11e     |         |         |         | 17e     |         |  |  |  |  |
| Championnats de France              | 9e      | 4e      | 5e      | 3e      | 2e      | 2e      | 2e      | 4e      | 1re     | F       |  |  |  |  |
| Championnats du monde juniors       |         |         |         | 36e     |         |         |         |         |         |         |  |  |  |  |
|                                     |         |         |         |         |         |         |         |         |         |         |  |  |  |  |
| Grand Prix ISU                      | 1998/99 | 1999/00 | 2000/01 | 2001/02 | 2002/03 | 2003/04 | 2004/05 | 2005/06 | 2006/07 | 2007/08 |  |  |  |  |
| Skate America                       |         |         |         |         |         |         | 10e     |         |         |         |  |  |  |  |
| Skate Canada                        |         |         |         |         | 10e     |         |         |         |         |         |  |  |  |  |
| Coupe d'Allemagne                   |         |         |         | 9e      |         |         |         |         |         |         |  |  |  |  |
| Trophée de France                   |         |         |         | 9e      | F       | 6e      | 7e      | 9e      | 8e      |         |  |  |  |  |
| Trophée NHK                         |         |         |         |         |         | 8e      |         |         |         |         |  |  |  |  |
| Légende : F = Forfait ; A = Abandon |         |         |         |         |         |         |         |         |         |         |  |  |  |  |